# 육즙

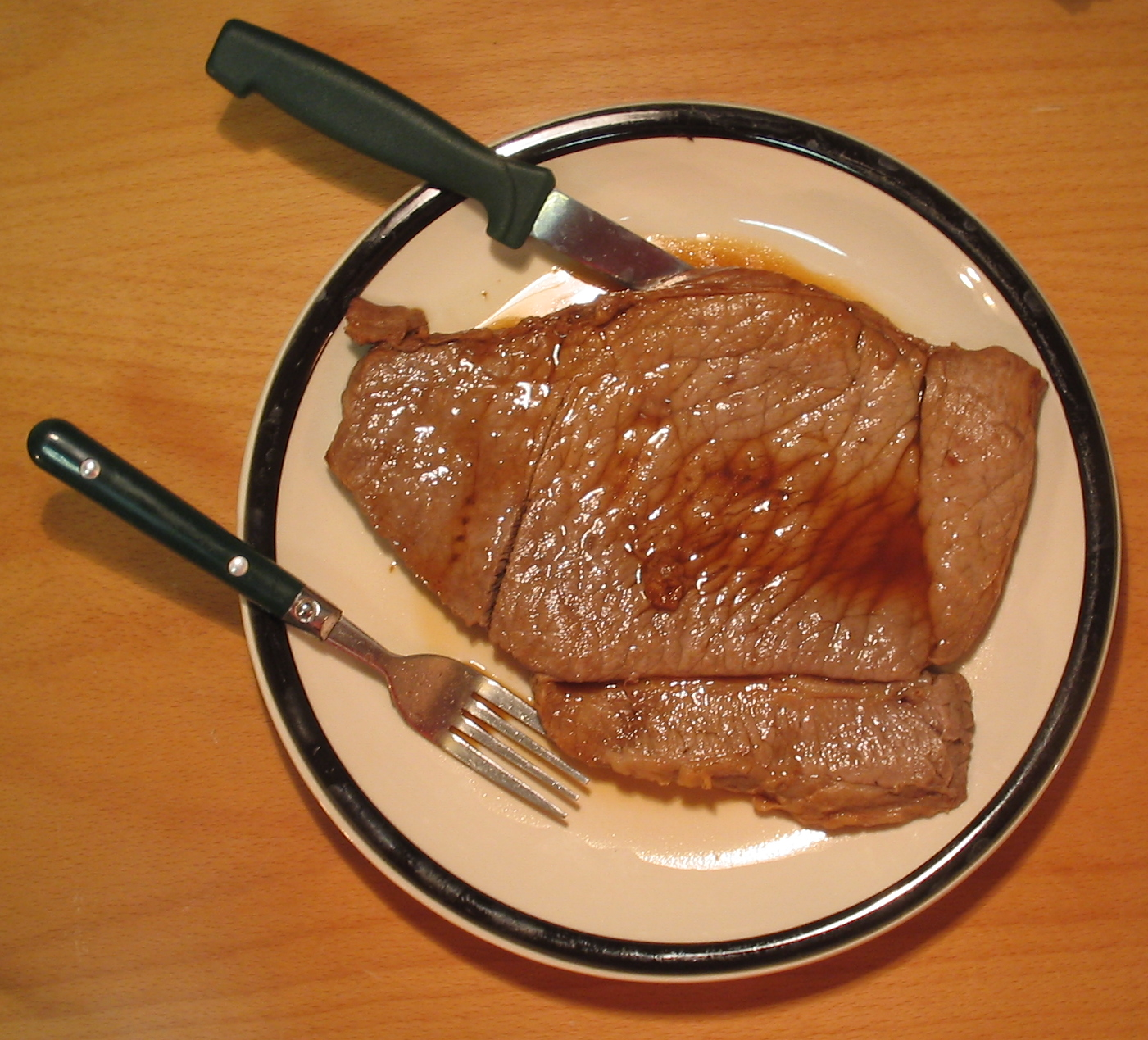
육즙이 배어나는 스테이크

육즙(肉汁) 또는 고기즙(--汁)은 고기에 에 함유된, 풍미 성분이나 영양소 등을 포함한 즙이다. 붉은 고기의 육즙은 미오글로빈 때문에 붉은 색을 띤다.

## 같이 보기
- 과즙
- 채즙